# Chondrorhyncha andreettae
Aetheorhyncha andreettae là một loài thực vật có hoa trong họ Lan. Loài này được Jenny mô tả khoa học đầu tiên năm 1989.